# 아일랜드계 캐나다인
아일랜드계 캐나다인(아일랜드어: Gael-Cheanadaigh)은 아일랜드섬에서 유래한 이민자들의 후손을 포함하여 완전하거나 부분적인 아일랜드 혈통을 가진 캐나다인 시민이다. 1825년부터 1970년까지 120만 명의 아일랜드 이민자들이 도착했으며, 이 중 적어도 절반은 1831년부터 1850년 사이에 도착했다. 1867년까지 이들은 프랑스인에 이어 두 번째로 큰 민족 집단이었으며, 캐나다 인구의 24%를 차지했다. 1931년 전국 인구 조사에서는 123만 명의 아일랜드계 캐나다인이 집계되었는데, 이 중 절반은 온타리오주에 살았다. 1931년에는 약 3분의 1이 가톨릭 신자였고 3분의 2는 개신교 신자였다.
아일랜드 이민자들은 1840년대 후반 아일랜드 대기근 이전에는 대다수가 개신교 신자였지만, 대기근 이후에는 개신교도보다 훨씬 많은 가톨릭 신자들이 도착했다. 훨씬 더 많은 가톨릭 신자들이 미국으로 향했고, 다른 이들은 영국과 호주로 갔다.
아일랜드계 캐나다인은 유럽계 캐나다인의 하위 집단을 구성한다. 2021년 인구 조사에 따르면, 종교 측면에서 아일랜드계 캐나다인의 2,437,810명(55%)이 기독교인이라고 응답했으며, 1,905,155명(43%)은 세속적이거나 무종교인이라고 응답했다. 1,228,640명(28%)은 로마 가톨릭 신자였고, 1,190,000명(27%)은 개신교 교파에 속한다고 응답했다.

## 역사

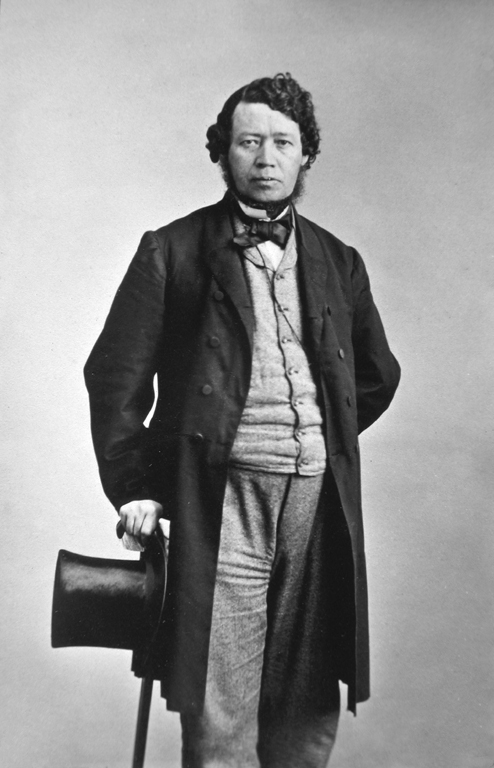
연방의 아버지 다아시 맥기

### 초기 도착
현재 캐나다 지역에 아일랜드인이 처음으로 기록된 것은 1536년, 코크 출신의 아일랜드 어부들이 뉴펀들랜드로 항해했을 때이다.
18세기 후반과 19세기 초반에 워터퍼드주와 웩스퍼드주 출신 아일랜드인들이 뉴펀들랜드에 영구 정착한 후, 미영 전쟁 이후 수십 년 동안 캐나다의 다른 지역으로의 아일랜드 이민이 증가하여 캐나다의 대이주의 중요한 부분을 형성했다. 1825년에서 1845년 사이에 캐나다로 온 모든 이민자의 60%가 아일랜드인이었고, 1831년에만 약 34,000명이 몬트리올에 도착했다.
1830년에서 1850년 사이에 62만 4천 명의 아일랜드인이 도착했다. 이 기간이 끝날 무렵 캐나다 주의 인구는 240만 명이었다. 어퍼캐나다 (온타리오주), 로어캐나다 (퀘벡주) 외에도 노바스코샤주, 프린스에드워드아일랜드주, 뉴브런즈윅주, 특히 세인트존은 도착 지점이었다. 모두가 머물지는 않았고, 많은 이들이 미국이나 서부 캐나다로 이주했다. 아일랜드로 돌아간 사람은 거의 없었다.
아일랜드 대기근 (1845–52) 동안 캐나다는 심각한 상황에서 아일랜드섬을 떠난 가장 궁핍한 아일랜드계 가톨릭 신자들을 받아들였다. 아일랜드의 토지 소유자들은 토지 소유자 세입자들을 빈 목재 선박에 태워 보내거나, 어떤 경우에는 그들의 운임을 지불하기도 했다. 다른 이들은 리버풀과 코크의 혼잡한 부두에서 배를 타고 떠났다.
19세기와 그 이전에 캐나다와 미국으로 온 아일랜드 이민자들 대부분은 아일랜드어를 사용하는 사람들이었고, 도착 당시 다른 언어를 모르는 사람들도 많았다.

### 정착
대부분의 아일랜드계 가톨릭 신자들은 퀘벡주의 세인트로렌스강에 있는 섬인 그로스 아일에 도착했는데, 이곳에는 이민 접수 센터가 있었다. 1847년 여름에 수천 명이 사망하거나 병든 채 도착하여 병원에서 치료를 받았다(환자 100명 미만을 수용할 수 있는 시설이었다). 사실 그로스 아일에 도착한 많은 배들은 승객과 선원 대부분을 잃었고, 훨씬 더 많은 사람들이 섬 안팎의 검역소에서 사망했다. 그로스 아일에서 살아남은 대부분은 퀘벡시와 몬트리올로 보내져 기존의 아일랜드인 공동체가 성장했다. 고아가 된 아이들은 퀘벡 가족들에게 입양되어 언어적으로나 문화적으로 퀘벡인이 되었다. 동시에, 굶주린 사람들을 태운 배들은 비슷한 절박한 상황에서 뉴브런즈윅의 파트리지 섬에도 정박했다.
살아남은 많은 가족들은 캐나다 서부 (현재 온타리오)에 계속 정착하여 도착 후 수십 년 동안 급속히 팽창하는 경제에서 값싼 노동력과 토지 식민화를 제공했다.
미국이나 영국으로 간 아일랜드인들과 비교하여, 캐나다에 도착한 많은 아일랜드인들은 도시 외에도 시골 지역에 정착했다.
가톨릭 아일랜드인과 개신교 (오렌지) 아일랜드인들은 1840년대부터 종종 갈등을 겪었다. 온타리오주에서는 아일랜드인들이 가톨릭 교회의 통제권을 놓고 프랑스인들과 싸웠고, 아일랜드인들이 성공했다. 이 경우, 아일랜드인들은 프랑스어 가톨릭 학교에 대한 요구에 반대하기 위해 개신교도들과 편을 들었다.
아일랜드계 몬트리올 언론인 토마스 다아시 맥기는 1867년에 연방의 아버지가 되었다. 초기에는 아일랜드 공화주의자였지만, 후년에는 견해를 완화하여 연방의 열정적인 옹호자가 되었다. 그는 캐나다 헌법에 소수 집단으로서 가톨릭 신자들의 교육권을 명시하는 데 중요한 역할을 했다. 1868년, 그는 오타와에서 암살되었다. 역사학자들은 누가 살인자였는지, 또는 그의 동기가 무엇이었는지 확실하지 않다. 한 이론은 패트릭 제임스 휠런이라는 페니언이 암살자였고, 최근 맥기의 반-습격 발언에 대한 공격이었다는 것이다. 다른 이들은 휠런이 희생양으로 이용되었다고 주장한다.
연방 이후, 아일랜드계 가톨릭 신자들은 더 큰 적대감에 직면했는데, 특히 이미 뿌리 깊은 반가톨릭 오렌지단의 정치적 영향력 아래 있던 온타리오주 개신교 아일랜드인들로부터 그러했다. 스코틀랜드 이민자이자 오렌지단원인 알렉산더 뮤어가 쓰고 작곡한 국가 "단풍잎이여 영원하라"는 아일랜드 공화주의에 대한 경멸적인 시각을 통해 당시의 전형적인 친영 얼스터 왕당파적 시각을 반영한다. 이는 당시의 페니언 습격으로 더욱 증폭되었다. 아일랜드인들이 더 번영하고 새로운 집단이 캐나다 해안에 도착하면서, 19세기 후반 남은 기간 동안 긴장은 가라앉았다.
1815년 유럽에서 대규모 산업 변화가 옛 생활 방식을 파괴하기 시작한 때부터 1867년 캐나다 연방이 수립되어 이 시대의 이민이 절정에 달했을 때까지, 15만 명 이상의 아일랜드 이민자들이 세인트존, 뉴브런즈윅으로 쏟아져 들어왔다. 초기 시대에 온 사람들은 주로 상인들이었고, 많은 이들이 세인트존에 머물며 그곳의 건설자들의 중추가 되었다. 그러나 1845년에서 1852년 사이에 아일랜드 대기근이 맹위를 떨치자, 엄청난 수의 난민들이 이 해안에 도착했다. 1845년에서 1847년 사이에 약 3만 명이 도착했는데, 이는 당시 도시에 살던 인구보다 많은 수였다. 1847년은 기근 최악의 해인 "검은 47년"으로 불렸는데, 이 해에 아일랜드 출신이 대부분인 약 1만 6천 명의 이민자들이 세인트존 항구 입구에 있는 이민 및 검역소인 파트리지 섬에 도착했다. 1840년에서 1860년까지 세인트존에서는 종파 폭력이 만연하여 캐나다 역사상 최악의 도시 폭동이 발생했다.

## 인구 통계

### 인구
| 연도         | 인구      | 총 인구 대비 % |
| ------------ | --------- | -------------- |
| 1871 :17     | 846,414   | 24.282%        |
| 1881 :17     | 957,403   | 22.137%        |
| 1901 :3      | 988,721   | 18.407%        |
| 1911 :3      | 1,074,738 | 14.913%        |
| 1921 :3      | 1,107,803 | 12.606%        |
| 1931 :3      | 1,230,808 | 11.861%        |
| 1941 :3      | 1,267,702 | 11.017%        |
| 1951 :3      | 1,439,635 | 10.276%        |
| 1961 :3      | 1,753,351 | 9.614%         |
| 1971 :20     | 1,581,730 | 7.334%         |
| 1981 :20     | 1,151,955 | 4.783%         |
| 1986 :112:45 | 3,622,290 | 14.476%        |
| 1991 :60     | 3,783,355 | 14.016%        |
| 1996         | 3,767,610 | 13.207%        |
| 2001         | 3,822,660 | 12.897%        |
| 2006         | 4,354,155 | 13.937%        |
| 2011         | 4,544,870 | 13.834%        |
| 2016         | 4,627,000 | 13.427%        |

### 종교

#### 개신교와 가톨릭교
19세기 캐나다에서는 아일랜드계 개신교도와 아일랜드계 가톨릭 신자들 간의 긴장이 만연했으며, 특히 대서양 캐나다와 온타리오주에서는 폭력과 분노의 사건이 많았다.
뉴브런즈윅의 세인트존에서는 1840년대부터 1860년대까지 종파 폭력이 만연하여 캐나다 역사상 최악의 도시 폭동이 발생했다. 이 도시는 요크 포인트에 아일랜드인 게토가 형성되었고, 가난한 아일랜드어 사용자의 권리가 억압되면서 수십 년간 혼란이 이어졌다. 이러한 분열은 앞으로도 세인트존의 모습을 계속 형성할 것이다.
두 가지 주요 교리인 반가톨릭주의와 영국에 대한 충성을 가진 충의 오렌지단은 온타리오주에서 번성했다. 주로 개신교 아일랜드 정착과 일치하며, 그 역할은 추종자들의 정치적, 사회적, 공동체적, 종교적 삶에 스며들었다. 공간적으로 오렌지단 오두막은 온타리오 호수 평야의 원래 중심지에서 북쪽과 서쪽으로 아일랜드 개신교 정착이 확산되면서 설립되었다. 활동 회원의 수와 그에 따른 영향력이 과대평가되었을 수도 있지만, 오렌지단의 영향력은 상당했으며 퀘벡주의 가톨릭 영향력과 비교할 수 있었다.
1853년 몬트리올에서 오렌지단은 맹렬한 반가톨릭, 반아일랜드 성직자였던 알레산드로 가바치의 연설을 조직했는데, 이는 아일랜드인과 스코틀랜드인 간의 폭력적인 충돌로 이어졌다. 토론토의 성 파트리치오 축일 행진은 종종 긴장으로 인해 중단되었고, 1878년 시장이 퍼레이드를 영구적으로 취소할 정도로 극에 달했으며 1988년에야 다시 시작되었다. 1875년의 주빌리 폭동은 종파적 긴장이 최고조에 달했던 시기에 토론토를 뒤흔들었다. 토론토의 아일랜드계 가톨릭 신자들은 충의 오렌지단에 강하게 헌신하는 많은 아일랜드계 개신교도를 포함한 개신교 인구 속에서 위협받는 소수였다.

## 지리적 분포
| 주/준주                  | 2016년    | 2016년 | 2011년    | 2011년 | 2006년    | 2006년 | 2001년    | 2001년 |
| 주/준주                  | 인구      | %      | 인구      | %      | 인구      | %      | 인구      | %      |
| ------------------------ | --------- | ------ | --------- | ------ | --------- | ------ | --------- | ------ |
| 온타리오주               | 2,095,465 | 15.82% | 2,069,110 | 16.35% | 1,988,940 | 16.53% | 1,761,280 | 15.61% |
| 브리티시컬럼비아주       | 675,130   | 14.8%  | 643,470   | 14.88% | 618,120   | 15.17% | 562,895   | 14.55% |
| 앨버타주                 | 596,750   | 15%    | 565,120   | 15.84% | 539,160   | 16.56% | 461,065   | 15.68% |
| 퀘벡주                   | 446,210   | 5.6%   | 428,570   | 5.54%  | 406,085   | 5.46%  | 291,545   | 4.09%  |
| 매니토바주               | 156,145   | 12.59% | 155,455   | 13.24% | 151,915   | 13.4%  | 143,950   | 13.04% |
| 서스캐처원주             | 155,725   | 14.55% | 156,655   | 15.53% | 145,475   | 15.25% | 139,205   | 14.45% |
| 노바스코샤주             | 195,865   | 21.56% | 201,655   | 22.25% | 195,365   | 21.63% | 178,585   | 19.9%  |
| 뉴브런즈윅주             | 147,245   | 20.15% | 159,195   | 21.63% | 150,705   | 20.94% | 135,835   | 18.87% |
| 뉴펀들랜드 래브라도주    | 106,220   | 20.74% | 110,370   | 21.76% | 107,390   | 21.45% | 100,260   | 19.73% |
| 프린스에드워드아일랜드주 | 38,505    | 27.57% | 41,715    | 30.37% | 39,170    | 29.19% | 37,170    | 27.87% |
| 노스웨스트 준주          | 5,060     | 12.3%  | 4,845     | 11.88% | 4,860     | 11.84% | 4,470     | 12.05% |
| 유콘 준주                | 6,930     | 19.74% | 7,315     | 21.95% | 5,735     | 18.99% | 5,455     | 19.12% |
| 누나부트 준주            | 1,740     | 4.89%  | 1,385     | 4.37%  | 1,220     | 4.16%  | 950       | 3.56%  |
| 캐나다                   | 4,627,000 | 13.43% | 4,544,870 | 13.83% | 4,354,155 | 13.94% | 3,822,660 | 12.9%  |

>주/준주별 인구 대비 아일랜드계 캐나다인 비율

이 그래프는 아일랜드 혈통이 일부만 있는 사람들을 제외한다. 역사학자이자 언론인 루이-기 르미외(Louis-Guy Lemieux)는 퀘벡 주민의 약 40%가 가족 계보의 적어도 한쪽에서 아일랜드 혈통을 가지고 있다고 주장한다. 개신교 영어권 주민들로부터 외면받았기 때문에, 가톨릭 아일랜드인들이 가톨릭 프랑스어권 주민들 사이에 정착하고 혼인하는 것은 드문 일이 아니었다. 다른 많은 캐나다인들도 아일랜드 혈통을 가지고 있고, 단순히 캐나다인이라고 밝히는 사람들도 있다는 점을 고려하면, 아일랜드 혈통이 일부 있는 캐나다인의 총수는 캐나다 인구의 상당 부분을 차지할 것이다.

### 퀘벡주

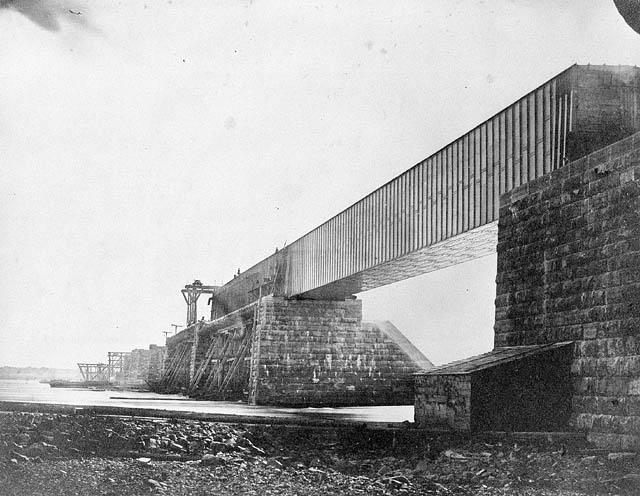
윌리엄 놋맨이 촬영한 몬트리올의 빅토리아 교량 건설 현장

아일랜드인들은 도시와 시골 퀘벡 모두에 공동체를 형성했다. 아일랜드 이민자들은 1840년대에 몬트리올에 대거 도착하여 빅토리아 교량 건설 노동자로 고용되었으며, 교량 기슭의 텐트촌에서 살았다. 이곳에서 노동자들은 1847-48년 발진티푸스 발생으로 인근 윈드밀 포인트에서 사망한 6,000명의 아일랜드 이민자들의 대규모 무덤을 발굴했다. 아일랜드 기념석 또는 흔히 "블랙 록"으로 알려진 이 돌은 교량 노동자들이 이 비극을 기념하기 위해 세웠다.
아일랜드인들은 푸앵생샤를, 베르됭, 생앙리, 그리핀타운, 구스 빌리지의 긴밀한 노동자 계층 동네에 영구적으로 정착했다. 퀘벡 가톨릭 교회의 도움으로 그들은 자신들의 교회, 학교, 병원을 세울 것이다. 몬트리올 성 패트릭 대성당은 1847년에 설립되어 한 세기 이상 몬트리올의 영어권 가톨릭 신자들을 섬겼다. 로욜라 칼리지는 예수회가 몬트리올의 대부분 아일랜드계 영어권 가톨릭 공동체를 섬기기 위해 1896년에 설립했다. 성 메리 병원은 1920년대에 설립되어 오늘날 몬트리올의 영어권 인구를 계속 섬기고 있다.
몬트리올의 성 파트리치오 축일 퍼레이드는 1824년으로 거슬러 올라가는 북미에서 가장 오래된 퍼레이드 중 하나이다.

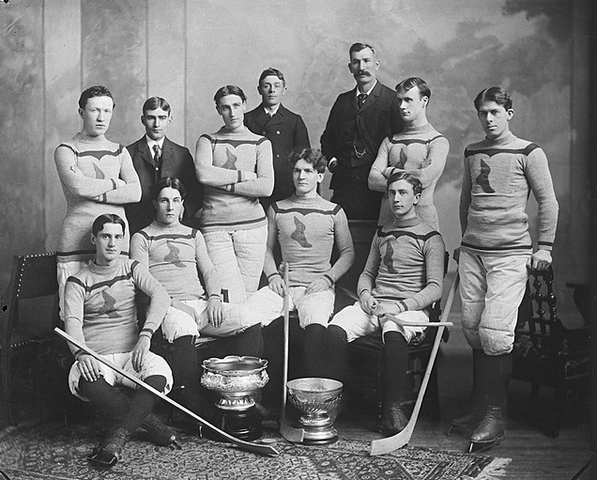
1899년 스탠리 컵을 든 몬트리올 섐록스

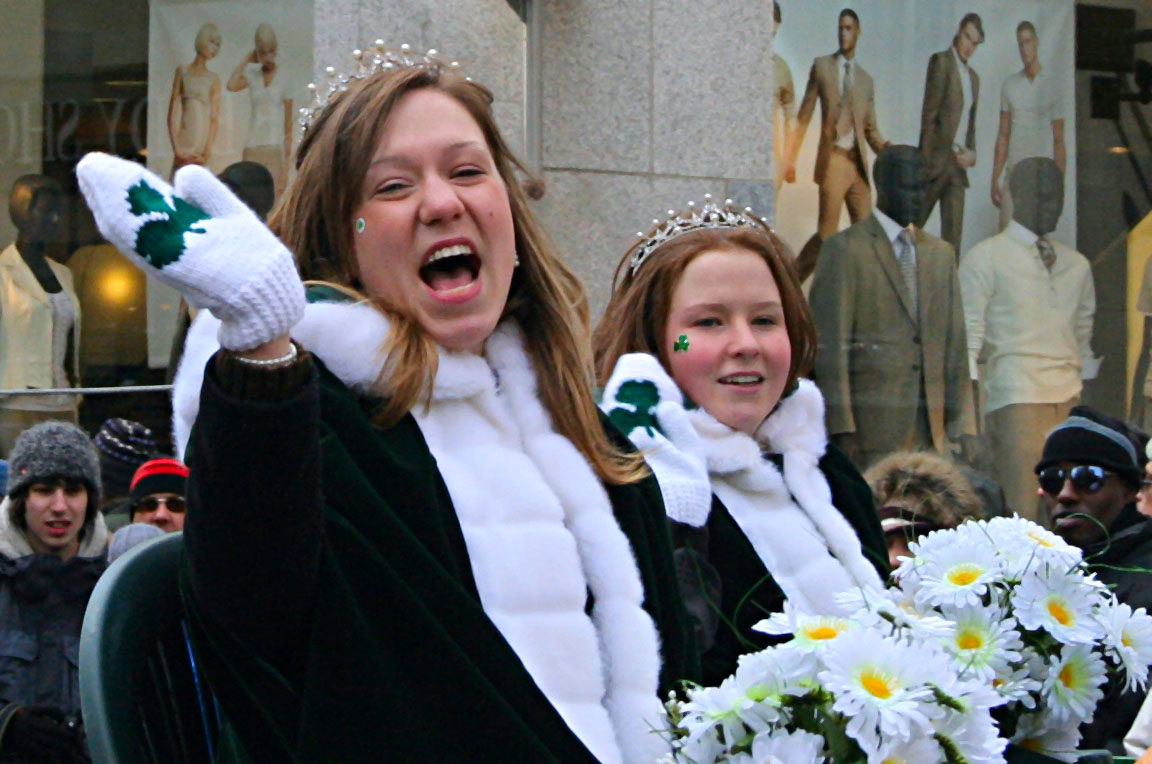
몬트리올의 성 파트리치오 축일 퍼레이드

아일랜드인들은 또한 퀘벡시티에 대거 정착하여 시골 퀘벡에 공동체를 형성했는데, 특히 활발한 목재 산업이 있던 폰티악, 가티노, 파피노 지역에 그러했다. 그러나 대부분은 더 큰 북미 도시로 이동했다.
오늘날 많은 퀘벡 주민들은 아일랜드 혈통을 가지고 있다. 정치 지도자들의 예로는 로렌스 캐넌, 클로드 라이언, 전 총리인 다니엘 존슨과 장 샤레, 조르주 도르 (본명 조르주-앙리 도레), 그리고 전 총리인 루이 생로랑과 브라이언 멀로니가 있다. 아일랜드인들은 프랑스계 캐나다인에 이어 주에서 두 번째로 큰 민족 집단을 이룬다.

### 온타리오주
17세기와 18세기 초 유럽인 정착 시대부터 아일랜드인들은 소수로, 누벨프랑스를 위해 선교사, 군인, 지리학자, 모피 사냥꾼으로 온타리오주에 왔다. 1763년 영국령 북아메리카가 설립된 후, 아일랜드 성공회 신자와 얼스터-스코틀랜드 장로교도를 포함한 개신교 아일랜드인들은 수십 년 동안 어퍼캐나다로 이주했으며, 일부는 왕당파 연합으로 또는 얼스터에서 직접 왔다.
미영 전쟁 이후 수년 동안, 가톨릭 신자 비율이 증가하는 아일랜드인들이 운하, 도로, 초기 철도 건설 및 목재 산업과 같은 프로젝트에서 일자리를 얻기 위해 캐나다로 더 많이 모험을 떠났다. 이 노동자들은 '네이비'로 알려져 있었고, 주의 초기 인프라를 많이 건설했다. 값싼 (또는 무료) 토지를 제공하는 정착 계획은 농업 가족들을 데려왔으며, 많은 이들이 먼스터 (특히 티퍼레리주와 코크주) 출신이었다. 피터 로빈슨은 1820년대에 온타리오주 동부 시골 지역에 가톨릭 소작농들의 토지 정착을 조직하여 피터버러를 지역 중심지로 확립하는 데 도움을 주었다.
아일랜드인들은 리도 운하 건설과 그 노선을 따라 이어진 정착에 중요한 역할을 했다. 프랑스계 캐나다인들과 함께 수천 명의 아일랜드인들이 어려운 조건과 지형에서 노동했다. 수백 명, 어쩌면 수천 명이 말라리아로 사망했다.

#### 아일랜드 기근
아일랜드 대기근 1845–1849은 온타리오주에 큰 영향을 미쳤다. 1847년 여름 절정에는 퀘벡에서 바이타운 (곧 오타와가 됨)으로 가는 증기선을 타고 절박한 상황의 병든 이민자들이 대거 도착했으며, 온타리오 호수의 주요 기항지인 킹스턴과 토론토 외에도 온타리오주 남부의 다른 많은 소규모 지역에도 도착했다. 그들을 수용하기 위해 검역 시설이 서둘러 건설되었다. 간호사, 의사, 사제, 수녀, 동포, 일부 정치인 및 일반 시민들이 그들을 도왔다. 그해 여름에만 온타리오주에서 수천 명이 사망했으며, 대부분 발진티푸스로 인한 것이었다.
영구 정착 여부는 상황에 따라 달라졌다. 1846년 이후 캐나다 서부 노스 헤이스팅스 카운티로의 아일랜드 이민이 좋은 예이다. 이민자 대부분은 1856년부터 시작된 무료 토지 보조금에 이끌려 노스 헤이스팅스로 왔다. 노스 헤이스팅스에는 엄프라빌, 도일스 코너, 오브라이언 정착지 등 세 곳의 아일랜드 정착지가 세워졌다. 아일랜드인들은 주로 로마 가톨릭 신자였다. 1867년 작물 실패로 아일랜드인 정착지 근처의 도로 건설 프로그램이 중단되었고, 이후 떠나는 정착민의 수가 새로 도착하는 사람들의 수를 넘어섰다. 1870년에는 성공한 정착민, 대부분 목축업을 하는 농부들만이 남았다.
1840년대 가톨릭 교회의 주요 과제는 행진 중에 매우 가난한 가톨릭 신자들의 충성심을 유지하는 것이었다. 개신교도들이 그들의 물질적 필요를 선교 활동을 위한 지렛대로 사용할까 봐 두려웠다. 이에 교회는 필요를 충족시키고 사람들을 신앙 안에 머물게 하기 위해 병원, 학교, 기숙사, 고아원과 같은 자선 기관 네트워크를 구축했다. 가톨릭 교회는 프랑스인 성직자와 아일랜드인 성직자 간의 긴장을 다루는 데는 덜 성공적이었고, 결국 아일랜드인들이 통제권을 장악했다.

#### 종파적 긴장
토론토에는 아일랜드계 개신교도와 아일랜드계 가톨릭 신자가 비슷한 수로 살고 있었다. 1858년부터 1878년까지 성 파트리치오 축일 퍼레이드나 다양한 종교 행진 중에 반복적으로 폭동이나 충돌이 발생했으며, 이는 1875년의 주빌리 폭동으로 절정에 달했다. 이러한 긴장은 미국 국경을 따라 조직되었지만 실패한 페니언 습격 이후 고조되었고, 이로 인해 개신교도들은 가톨릭 신자들이 페니언 대의에 동정심을 가질 것이라는 의심을 품게 되었다. 아일랜드 인구는 1890년까지 토론토의 가톨릭 인구를 본질적으로 정의했는데, 이때 독일인과 프랑스계 가톨릭 신자들이 아일랜드인들에 의해 도시로 환영받았지만, 아일랜드인들은 여전히 가톨릭 인구의 90%를 차지했다. 그러나 1852년 성 미카엘 칼리지 설립 (여기서 마셜 매클루언은 1980년 사망할 때까지 영어 주임을 맡았다), 세 개의 병원, 그리고 도시에서 가장 중요한 자선 단체 (성 빈첸시오 아 바오로회)와 아일랜드 가톨릭 단체가 설립한 프로비던스 하우스와 같은 다양한 강력한 이니셔티브들이 아일랜드 정체성을 강화하여, 도시에서 아일랜드인의 존재를 영향력 있고 강력한 존재로 변모시켰다.
1840년부터 1860년까지 세인트존, 뉴브런즈윅에서는 종파 폭력이 만연하여 캐나다 역사상 최악의 도시 폭동이 발생했다. 오렌지단 퍼레이드는 가톨릭 신자들, 특히 아일랜드어를 사용하는 많은 이들이 요크 포인트와 포틀랜드 포인트와 같은 노스 엔드 지역의 아일랜드 게토에 갇혀 증가하는 소외에 맞서 싸우는 폭동으로 끝났다. 토착주의 개신교도들은 기근이 최고조에 달했을 때 도시의 정치 시스템에 대한 지배권을 확보했는데, 이로 인해 뉴브런즈윅 도시의 인구 구성이 이민 물결로 완전히 바뀌었다. 1844년부터 1847년까지 단 3년 만에 3만 명의 아일랜드인이 도시 항구의 검역소인 파트리지 섬에 도착했다.

#### 경제적 이동성과 통합
도착 후 몇 년간의 경제 호황과 성장은 많은 아일랜드 남성들이 급속히 확장되는 철도망에서 안정적인 일자리를 얻게 해주었으며, 그랜드 트렁크 철도 회랑을 따라 또는 그 근처의 농촌 지역에 정착지가 개발되거나 확장되어 많은 사람들이 비교적 저렴하고 경작 가능한 온타리오 남부의 땅을 경작할 수 있었다. 토론토와 다른 도시의 일자리 기회에는 건설, 주류 가공 (디스틸러리 디스트릭트 참조), 오대호 운송, 제조업 등이 포함되었다. 여성들은 일반적으로 가사 서비스업에 종사했다. 더 외딴 지역에서는 오타와 밸리 목재 무역을 중심으로 고용이 이루어졌으며, 이는 철도 건설 및 광업과 함께 결국 온타리오 북부까지 확장되었다. 미국 북부의 아일랜드인들과 비교하여 온타리오주에는 강력한 아일랜드 농촌 존재가 있었지만, 그들은 도시와 마을에서도 많이 거주했다. 이러한 가난한 이민자들의 후세대는 노동 조합, 사업, 사법, 예술 및 정치 분야에서 두각을 나타낸 사람들 중 하나였다.
레드클리프트(2003)는 19세기 중반 캐나다에 도착한 백만 명의 이민자들, 주로 영국과 아일랜드 출신 이민자들이 토지의 가용성과 이동성을 가로막는 사회적 장벽의 부재로부터 혜택을 받았다고 결론지었다. 이는 그들이 본국에서는 누릴 수 없었던 방식으로 새로운 국가의 시민으로서 생각하고 느낄 수 있도록 해주었다.
에이켄슨 (1984)은 아일랜드 이민자들의 캐나다 경험이 미국의 경험과 비교할 수 없다고 주장했다. 그는 민족 집단 내에서 개신교도들의 수적 우위와 아일랜드 공동체의 농촌 기반이 도시 게토 형성을 무효화하고 사회적 이동성을 비교적 쉽게 허용했다고 주장했다. 대조적으로, 북동부와 중서부의 미국 아일랜드인들은 주로 가톨릭 신자였고, 도시 거주자였으며, 게토화되었다. 그러나 도시 개발의 변두리, 적어도 기근 후 몇십 년 동안 토론토 (코크타운, 캐비지타운, 트리니티 나이아가라, 더 워드)에는 아일랜드 중심의 게토가 존재했으며, 트레팬 코트의 경우에는 공공 주택 및 도시 재생에 대한 저항으로 1970년대까지 유지되었다. 이는 몬트리올, 오타와, 세인트존과 같이 아일랜드계 가톨릭 인구가 상당한 다른 캐나다 도시에서도 마찬가지였다.
마찬가지로 새로운 노동사학자들은 노동기사단의 부흥이 토론토의 오렌지단과 가톨릭 아일랜드인들이 그들의 세대 간 증오를 해소하고 공통의 노동 계급 문화를 형성하게 했다고 믿는다. 이 이론은 아일랜드 가톨릭 문화가 거의 가치가 없었고, 쉽게 거부될 수 있었다고 가정한다. 니콜슨(1985)은 두 이론 모두 유효하지 않다고 주장한다. 그는 토론토의 게토에서 아일랜드 농민 문화와 전통 가톨릭교의 융합이 새로운 도시, 민족-종교적 수단인 아일랜드 트리덴틴 가톨릭교를 만들어냈다고 말한다. 이 문화는 도시에서 내륙으로 퍼져나갔고, 대도시 연계를 통해 온타리오 전역으로 퍼져나갔다. 사적주의는 폐쇄된 아일랜드 사회를 만들었고, 아일랜드계 가톨릭 신자들은 가족의 미래를 위해 노동 단체에서 협력했지만, 그들은 결코 옛 오렌지 적들과 새로운 노동 계급 문화를 공유하지 않았다.
맥고완은 1890년에서 1920년 사이에 토론토의 가톨릭 신자들이 사회, 이념, 경제적으로 큰 변화를 겪었으며, 이는 그들이 토론토 사회에 통합되고 2등 시민 신분에서 벗어나게 했다고 주장한다. 아일랜드계 가톨릭 신자들 (프랑스계와 대조적으로)은 제1차 세계 대전에서 캐나다의 역할을 강력히 지지했다. 그들은 게토에서 벗어나 토론토의 모든 지역에 살았다. 비숙련 노동자에서 시작하여 높은 수준의 교육을 통해 상승하여 하위 중산층에서 잘 대표되었다. 가장 극적으로, 그들은 전례 없는 비율로 개신교도들과 결혼했다.

#### 연방
1867년 캐나다 연방이 수립되면서 가톨릭 신자들은 별도의 학교 이사회를 부여받았다. 19세기 후반과 20세기 초반 내내 온타리오주로의 아일랜드 이민은 계속되었지만 속도는 느려졌으며, 대부분 가족 재결합이었다. 이 시기에는 경제 불황, 미국이나 캐나다 서부의 새로운 토지 및 광산 붐으로 인해 온타리오주 아일랜드인들 (및 다른 사람들)의 외부 이주가 발생했다. 반대로 제2차 세계 대전 이후 주로 일을 찾기 위해 해양주와 뉴펀들랜드에서 온타리오주로 이주한 아일랜드계 후손들도 있었다.
1877년 런던, 온타리오에서 아일랜드계 캐나다 개신교-가톨릭 관계에 돌파구가 생겼다. 이는 가톨릭 신자와 개신교 신자 모두의 아일랜드 남녀 형제회인 아일랜드 자선회의 설립이었다. 이 단체는 아일랜드계 캐나다 문화를 증진했지만, 회원들은 회의 시 아일랜드 정치에 대해 이야기하는 것이 금지되었다. 오늘날 이 단체는 여전히 활동하고 있다.
일부 작가들은 19세기 북미의 아일랜드인들이 빈곤했다고 추정했다. 디마테오(1992)는 1892년 유언 검인 기록의 증거를 사용하여 이것이 사실이 아님을 보여준다. 아일랜드 태생과 캐나다 태생 아일랜드인들은 비슷한 방식으로 부를 축적했으며, 1890년대에는 아일랜드인이라는 것이 경제적 불이익이 아니었다. 초기 수십 년의 이민자들은 더 큰 경제적 어려움을 겪었을 수도 있지만, 일반적으로 1890년대 온타리오주의 아일랜드인들은 나머지 인구와 비슷한 수준의 부를 누렸다.
1901년까지 온타리오 아일랜드 가톨릭 신자들과 스코틀랜드 장로교 신자들은 주택 소유 가능성이 가장 높은 사람들 중 하나였지만, 영국 성공회 신자들은 캐나다 엘리트와 전통적인 연관성에도 불구하고 중간 정도의 성과를 보였다. 온타리오주의 프랑스어권 가톨릭 신자들은 개신교도나 아일랜드 가톨릭 신자들보다 부와 지위를 덜 쉽게 얻었다. 다른 종교 교파 사람들 사이에 성취의 차이가 존재했지만, 도시 캐나다에서 아일랜드 가톨릭 신자와 아일랜드 개신교 신자 간의 차이는 비교적 미미했다.

#### 20세기
치아니(2008)는 제1차 세계 대전 지원이 아일랜드계 가톨릭 신자들 사이에 충성스러운 시민이라는 정체성을 형성하고 그들이 국가의 사회 구조에 통합되는 데 도움이 되었다고 결론 내린다. 런던의 가톨릭 주교 마이클 팔론(Michael Fallon) 신부는 프랑스계 가톨릭 신자들에 대항하여 개신교도들의 편에 섰다. 그의 주된 동기는 캐나다와 해외에서 아일랜드계 가톨릭 신자들의 대의를 발전시키는 것이었다. 그는 바티칸으로부터 상당한 지지를 받았다. 그는 프랑스계 캐나다 가톨릭 신자들에게 반대했으며, 특히 이중 언어 교육에 반대했다. 프랑스계 캐나다인들은 팔론의 전쟁 노력 지원에 참여하지 않았고 온타리오 정치와 사회에서 더욱 소외되었다.
북아일랜드 분쟁 (1969–1998) 기간 동안 아일랜드계 미국인만큼 적극적이지는 않았지만, 아일랜드계 캐나다인들은 그럼에도 불구하고 분쟁에 대응했다. 1969년 8월, 토론토의 아일랜드계 캐나다인 약 150명은 필요하다면 총을 살 수 있는 돈을 데리 보그사이드의 가톨릭 여성과 어린이들에게 보낼 의향이 있다고 발표했다. 분쟁 발생 후, 아일랜드 공화국군 임시파 (PIRA)의 대의를 지지하기 위해 미국과 캐나다에 아일랜드 공화국 클럽이 설립되었다. 캐나다에서 IRA 지원은 주로 몬트리올, 토론토 및 온타리오 남부를 기반으로 했다. 캐나다 IRA 지지자들은 IRA 무장 작전을 위해 비밀리에 무기를 구매하는 데 필요한 자금을 모금했는데, 가장 주목할 만한 것은 캐나다 광산에서 사용되는 폭약이었다.
동시에 아일랜드계 캐나다인들은 상당한 얼스터 개신교도 인구와 전국 오렌지단으로 인해 왕당파 준군사 조직 (대부분 얼스터 의용군과 얼스터 방위협회)에게도 역할을 제공했다. 사회학자 스티브 브루스는 캐나다의 지원 네트워크를 "영국 외 지역에서 왕당파의 주요 지원 원천 ... 온타리오주는 보스턴이 아일랜드계 가톨릭교도에게 그러하듯 얼스터 개신교도에게 그러하다"고 묘사했다. 북아일랜드 분쟁이 시작된 후, 다양한 캐나다 왕당파 조직들이 '포위된' 개신교도들에게 무장할 수 있는 자원을 제공하기 위해 활성화되었다. 1979년에서 1986년 사이에 왕당파 준군사 조직은 캐나다 출처로부터 기관총 100정, 소총 다수, 유탄 발사기, 매그넘 리볼버, 그리고 수십만 발의 탄약을 받았다. 이 무기들은 왕당파 무장 작전에 큰 도움이 되었고, 수많은 가톨릭 민간인 사상자를 발생시키는 데 기여했다.

#### 현재
오늘날 19세기 온타리오주로의 대규모 아일랜드 이민의 영향은 이 주에서 아일랜드 혈통을 보고하는 사람들의 수가 거의 200만 명에 달하거나 아일랜드 혈통을 주장하는 전체 캐나다인의 거의 절반을 차지한다는 점에서 분명하다. 2004년 3월 17일은 온타리오 주의회에 의해 이 주의 발전에 대한 아일랜드의 막대한 기여를 인정하여 "아일랜드 유산의 날"로 선포되었다.
온타리오주에는 아일랜드어 애호가들의 네트워크가 유지되고 있으며, 이들 중 다수는 이 언어를 자신들의 민족 유산의 일부로 본다. 온타리오주에는 또한 북미 게일터흐트 (영구 북미 게일터흐트)가 있는데, 이곳은 아일랜드어 사용자 및 학습자를 위한 문화 활동을 주최하며 아일랜드 정부의 인정을 받았다.
2010년 아일랜드 경제의 침체로 인해 많은 아일랜드인들이 일자리를 찾아 캐나다로 오거나, 미리 정해진 직장으로 왔다.
온타리오주에는 발리나파드, 발리더프, 발리모트, 카반, 코노트, 코넬리스, 달튼, 도니브룩, 더블린, 던달크, 던빌, 에니스킬렌, 에린스빌, 골웨이, 헤이거티, 아일랜드 호수, 키니, 키넌스빌, 케네디스, 킬랄루, 킬러니, 리머릭, 리스토웰, 루칸, 매과이어, 말론, 맥개리, 모팻, 멀리패리, 뮌스터, 나반, 뉴 더블린, 오코넬, 오란모어, 퀸 정착지, 리플리, 섐록, 타라, 사우스 모나한, 워터포드, 웨스트포트 등 아일랜드의 지명과 성을 따서 명명된 많은 지역 사회가 있다.

### 뉴브런즈윅주

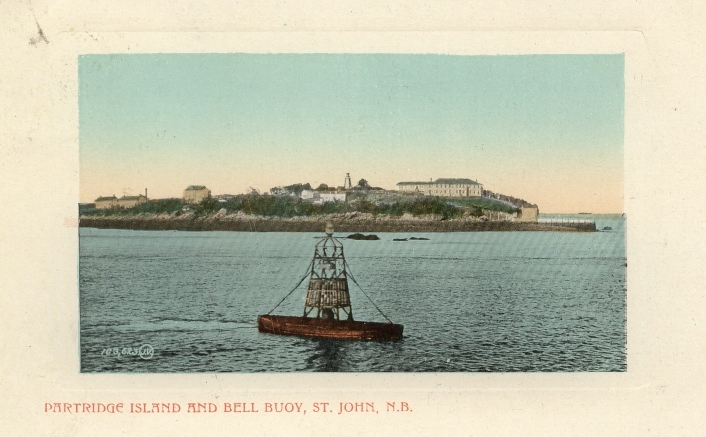
세인트존 항구의 파트리지 섬

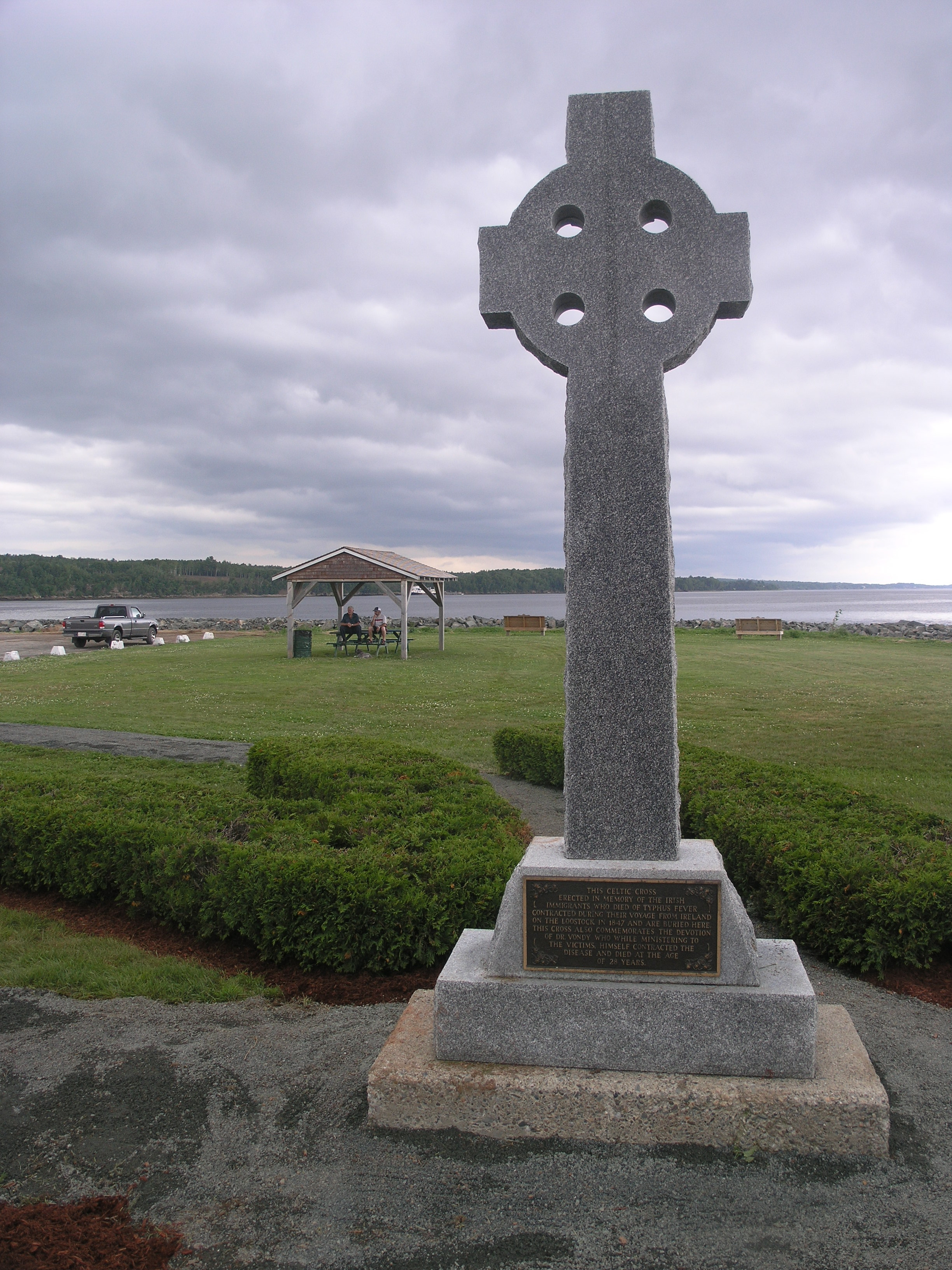
뉴브런즈윅 미라미치의 미들 아일랜드에 있는 아일랜드 기념비

세인트존은 종종 "캐나다의 아일랜드 도시"라고 불렸다. 1815년 유럽에서 거대한 산업 변화가 옛 생활 방식을 방해하기 시작한 때부터, 이 시대의 이민이 절정에 달했던 1867년 캐나다 연방까지, 15만 명 이상의 아일랜드 이민자들이 세인트존에 도착했다. 초기 시대에 온 사람들은 주로 상인들이었고, 많은 이들이 세인트존에 머물며 그곳의 건설자들의 중추가 되었다. 그러나 1845년에서 1852년 사이에 아일랜드 대기근이 맹위를 떨치자, 엄청난 수의 기근 난민들이 도착했다. 1845년에서 1847년 사이에 약 3만 명이 도착했는데, 이는 당시 도시에 살던 인구보다 많은 수였다. 1847년은 "검은 47년"으로 불렸는데, 이 해에 아일랜드 출신이 대부분인 약 1만 6천 명의 이민자들이 세인트존 항구 입구에 있는 이민 및 검역소인 파트리지 섬에 도착했다.
1784년 영국 식민지 노바스코샤가 분할된 후 뉴브런즈윅은 원래 뉴 아일랜드로 명명되었으며 수도는 세인트존에 있을 예정이었다.
1850년까지 아일랜드계 가톨릭 공동체는 세인트존에서 가장 큰 민족 집단을 구성했다. 1851년 인구 조사에서 도시 내 가구주의 절반 이상이 자신을 아일랜드 출신이라고 등록했다. 1871년까지 세인트존 주민의 55%는 아일랜드 태생이거나 아일랜드에서 태어난 아버지의 자녀였다. 그러나 이 도시는 아일랜드계 가톨릭 신자와 연합주의 개신교도 간의 긴장으로 분열되어 있었다. 1840년대부터 종파 간 폭동이 도시에서 만연했으며, 많은 가난한 아일랜드어 사용 이민자들이 요크 포인트에 밀집해 있었다.
1967년 프린스 윌리엄 스트리트 기슭의 리즈 포인트에 아일랜드 유산 시민들을 기리기 위해 성 패트릭 광장이 조성되었다. 이 광장은 파트리지 섬을 바라보고 있으며, 광장에는 섬의 켈트 십자가 모형이 서 있다. 그리고 1997년에는 시에서 이 공원을 재정비했으며, 아일랜드 대통령 메리 로빈슨 여사가 제막한 시의 성 패트릭 협회와 기근 150년을 기념하는 기념비가 세워졌다. 1819년에 설립된 세인트존 성 패트릭 협회는 오늘날에도 활발하게 활동하고 있다.
미라미치 강 계곡은 기근 이전 시기에 상당한 아일랜드 이민을 받았다. 이 정착민들은 절박하게 온 나중 도착자들보다 형편이 좋고 교육 수준이 높았다. 스코틀랜드인과 프랑스계 아카디아인들보다 늦게 왔음에도 불구하고, 그들은 이 새로운 땅에서 길을 개척했으며, 가톨릭 하이랜드 스코틀랜드인들과, 그리고 더 적은 정도로 아카디아인들과 통혼했다. 마틴 크래니와 같은 일부는 선출직을 역임하고 기근 이민자들이 도착한 후 확장된 아일랜드 공동체의 자연스러운 지도자가 되었다. 초기의 아일랜드인들은 미라미치로 왔는데, 이는 목재 운송선이 채텀과 뉴캐슬로 돌아오기 전에 아일랜드에 들르기 때문에 쉽게 갈 수 있었고, 특히 목재 산업에서 경제적 기회를 제공했기 때문이었다. 그들은 흔히 아일랜드어 사용자였고, 1830년대와 1840년대에는 뉴브런즈윅-메인 국경을 따라 아일랜드어를 사용하는 많은 공동체가 있었다.
오랫동안 목재 수출 식민지였던 뉴브런즈윅주는 19세기 중반 기근을 피해 도망쳐 온 수천 명의 아일랜드 이민자들의 목적지가 되었다. 목재 화물선들이 빈 배로 식민지로 돌아올 때 저렴한 운송비를 제공했기 때문이다. 검역 병원은 식민지의 두 주요 항구인 세인트존 (파트리지 섬)과 채텀-뉴캐슬 (미들 아일랜드)의 입구에 있는 섬에 위치했으며, 그곳에서 많은 사람들이 결국 사망했다. 살아남은 사람들은 미라미치 강 계곡과 세인트존 강 및 케네베카시스 강 계곡의 한계 농경지에 정착했다. 그러나 이 지역에서 농사를 짓기 어려웠기 때문에 많은 아일랜드 이민자 가족들은 한 세대 안에 식민지의 주요 도시나 포틀랜드, 메인 또는 보스턴으로 이주했다.
세인트존과 채텀 (뉴브런즈윅)에는 많은 아일랜드 이민자들이 유입되어 두 도시의 특성을 변화시켰다. 오늘날, 합병된 미라미치 시는 여전히 대규모 연례 아일랜드 축제를 개최한다. 실제로 미라미치는 북미에서 가장 아일랜드적인 공동체 중 하나이며, 아마 세인트존이나 보스턴 다음으로 꼽힐 것이다.
뉴펀들랜드와 마찬가지로 뉴브런즈윅주에서도 아일랜드어가 20세기까지 공동체 언어로 남아 있었다. 1901년 인구조사는 응답자의 모어, 즉 가정에서 흔히 사용되는 언어를 구체적으로 물었다. 이 인구조사에서 아일랜드어를 모어이자 가정에서 사용되는 언어로 설명한 개인들과 흩어진 가족들이 있었다. 다른 면에서는 응답자들이 공통점이 적었는데, 일부는 가톨릭 신자였고 일부는 개신교도였다.

### 프린스에드워드아일랜드주
수년 동안 프린스에드워드아일랜드주는 아일랜드계 가톨릭 신자와 영국계 개신교도 (여기에는 북아일랜드 출신 얼스터스코트인 포함)로 나뉘어 있었다. 20세기 후반에 이러한 종파주의는 약화되었고, 최근 두 가지 사건 발생 후 궁극적으로 사라졌다. 첫째, 가톨릭 및 개신교 교육청이 하나의 세속 기관으로 통합되었다. 둘째, 각 주 선거구에서 두 명의 MLA (한 명은 가톨릭, 한 명은 개신교)를 선출하는 관행이 종료되었다.

#### 역사
프린스에드워드아일랜드 대학교의 50년 역사학 교수였던 브렌든 오그레이디 명예 교수에 따르면, 100만 명의 아일랜드인이 사망하고 또 다른 100만 명이 이민을 간 1845–1852년의 아일랜드 대기근:4 이전에 대부분의 아일랜드 이민자들이 이미 프린스에드워드아일랜드에 도착했다.:4 1847년에 관선박 한 척이 섬에 도착했다.:4
첫 아일랜드 이민 물결은 1763년에서 1880년 사이에 일어났으며, 이때 1만 명의 아일랜드 이민자가 섬에 도착했다. 1800년에서 1850년 사이에 "아일랜드의 모든 주에서 온 1만 명의 이민자"가 프린스에드워드아일랜드에 정착했고, 1850년에는 섬 인구의 25%를 차지했다.
영국은 1763년 이후 세인트존스 섬을 수십 개의 구획으로 나누어 "영국의 영향력 있는 개인들"에게 부여했는데, 토지 소유 조건에는 1787년까지 각 구획에 영국 개신교도들을 정착시키는 것이 포함되었다.
1767년부터 1810년까지:4 영어를 사용하는 아일랜드 개신교도들이 식민지 개척자로 식민지에 들어와 영국의 정부 체제와 제도, 법률을 확립했다. 아일랜드 태생의 월터 패터슨 선장은 1769년부터 1787년 화이트홀에 의해 해임될 때까지 세인트존스 섬의 초대 총독이었다. 캐나다 인명사전에 따르면, 세기 동안 "토지 문제"로 알려지게 된 것은 패터슨이 영국의 부재지주들의 독점 소유였던 식민지의 토지 관리자로서 실패한 것에서 비롯되었는데, 이들은 섬의 소작인들에게 임대료를 요구했다.
1830년 5월, 아일랜드 얼스터 지방의 모너핸주에서 온 가족들로 구성된 첫 배가 그들을 모집한 존 맥도날드 신부와 함께 섬에 도착하여, 존 맥도날드 신부가 아버지 존 맥도날드 선장으로부터 상속받은 부지에 포트 아우구스투스에 정착했다.:142 1830년대부터 1848년까지 3,000명의 사람들이 모너핸주에서 프린스에드워드아일랜드로 이주하여 모너핸 정착지라고 불리게 되었으며, 19세기 전반기에 섬에 도착한 아일랜드인들 중 가장 큰 집단을 형성했다.:142

### 뉴펀들랜드 래브라도주

뉴펀들랜드 삼색기

아일랜드의 공식 국기

19세기 뉴펀들랜드의 대규모 아일랜드계 가톨릭 요소는 뉴펀들랜드 역사에서 중요한 역할을 했으며, 강력한 자체 지역 문화를 발전시켰다. 그들은 개신교 얼스터-스코틀랜드 "오렌지" 요소와 반복적으로 정치적 갈등을 겪었고, 때로는 폭력적이었다.
1806년, 세인트존스, 뉴펀들랜드에 종교에 관계없이 아일랜드 태생 또는 혈통의 현지인들을 위한 자선 단체인 아일랜드 자선회 (BIS)가 설립되었다. BIS는 "자비와 박애"의 원칙에 따라 자선적, 형제적, 중산층 사회 단체로 설립되었으며, 원래의 목표는 가난한 사람들이 스스로를 개선할 수 있도록 필요한 기술을 제공하는 것이었다. 오늘날 이 단체는 뉴펀들랜드에서 여전히 활발하게 활동하고 있으며, 북미에서 가장 오래된 자선 단체이다.
주로 아일랜드 남동부 출신인 뉴펀들랜드 아일랜드계 가톨릭 신자들은 도시 (주로 세인트존스와 주변 애벌론반도 일부)에 정착했고, 주로 서부 시골 출신인 영국계 개신교 신자들은 작은 어촌 마을에 정착했다. 시간이 지남에 따라 아일랜드계 가톨릭 신자들이 개신교 이웃들보다 부유해졌고, 이는 개신교 뉴펀들랜드인들이 오렌지단에 가입하는 동기가 되었다. 1903년 윌리엄 코커 경은 헤링 넥의 오렌지단 회관에서 어부 보호 조합을 설립했다. 더욱이, 정부 위원회 (1934–1949) 기간 동안 오렌지단은 뉴펀들랜드 자치령에 존재했던 소수의 "민주적" 조직 중 하나였다. 1948년, 뉴펀들랜드의 정치적 미래에 대한 국민투표가 실시되었다. 아일랜드계 가톨릭 신자들은 주로 1934년 이전과 같이 뉴펀들랜드의 독립으로 돌아가는 것을 지지한 반면, 개신교 신자들은 주로 캐나다 연방에 가입하는 것을 지지했다. 뉴펀들랜드는 52–48%의 차이로 캐나다에 가입했으며, 1990년대 동부 해안의 대구 어업 폐쇄 이후 세인트존스에 개신교도들이 유입되면서 주요 쟁점은 민족적 또는 종교적인 문제보다는 시골 대 도시의 이해관계로 바뀌었다.
뉴펀들랜드에 아일랜드인들은 여전히 친숙한 아일랜드 남동부의 성씨들을 전해 주었다: 월시, 파워, 머피, 라이언, 휠런, 펠란, 오브라이언, 켈리, 핸런, 네빌, 밤브릭, 할리, 훌리한, 호건, 딜런, 번, 퀴글리, 버크, 그리고 피츠제럴드. 아일랜드 지명은 덜 흔한데, 섬의 더 유명한 지형들은 이미 초기의 프랑스 및 영국 탐험가들에 의해 명명되었기 때문이다. 그럼에도 불구하고 뉴펀들랜드의 밸리핵, 캐퍼헤이든, 킬브라이드, 세인트 브라이드스, 포트 커완, 워터퍼드 밸리, 윈드갭, 스키버린은 모두 아일랜드의 선례를 가리킨다.
아일랜드인들은 전통적인 이름과 함께 모국어를 가져왔다. 뉴펀들랜드는 아일랜드어로 고유한 이름을 가진 유럽 외 유일한 곳으로, Talamh an Éisc, 즉 "물고기의 땅"이라는 뜻이다. 뉴펀들랜드 동부는 아일랜드어를 주요 언어로 사용하는 인구가 대다수였던 아일랜드 외 몇 안 되는 곳 중 하나였다. 뉴펀들랜드 아일랜드어는 먼스터 방언에서 유래했으며, 20세기 전반기까지 노인들에 의해 여전히 사용되었다. 이는 뉴펀들랜드 영어에 어휘적으로 (앙기쇼어, 슬리븐과 같은 단어에서) 그리고 문법적으로 (예를 들어 후치 과거 시제 구조에서) 영향을 미쳤다.
성씨, 외모와 피부색, 지배적인 가톨릭교 종교, 아일랜드 음악의 보편성 – 심지어 사람들의 방언과 억양까지 – 시골 아일랜드와 너무나 흡사하여 아일랜드 작가 팀 팻 쿠건은 뉴펀들랜드를 "아일랜드 외에 세계에서 가장 아일랜드적인 곳"이라고 묘사했다.
아일랜드계 통일 운동은 1800년 4월 세인트존스, 뉴펀들랜드에서 발생했으며, 최대 400명의 아일랜드인들이 통일 아일랜드인 협회의 비밀 서약을 맺었다. 뉴펀들랜드 식민지 반란은 영국 행정부가 1798년 아일랜드 반란과 직접적으로 연관시킨 유일한 반란이었다. 세인트존스에서의 봉기는 아일랜드인들이 뉴펀들랜드에서 국가의 권위에 의도적으로 도전한 첫 번째 경우였으며, 영국이 이것이 마지막이 아닐까 두려워했기 때문에 중요했다. 이는 뉴펀들랜드에 대서양 건너편의 티퍼레리—정치적 혼란의 가능성이 있는 멀리 떨어진 반아일랜드 식민지—라는 명성을 안겨주었다. 이 봉기로 인해 7명의 아일랜드인이 왕실에 의해 교수형에 처해졌다.
2001년 캐나다 인구 조사에 따르면 뉴펀들랜드 래브라도주에서 가장 큰 민족 집단은 잉글랜드인 (39.4%)이며, 이어서 아일랜드인 (39.7%), 스코틀랜드인 (6.0%), 프랑스인 (5.5%), 그리고 퍼스트 네이션 (3.2%)이다. 모든 응답자의 절반이 자신을 "캐나다인"으로 식별했지만, 2003년 캐나다 연방통계청 민족 다양성 조사에서는 38%가 자신을 "뉴펀들랜드인"으로 보고했다.
이에 따라 2001년 인구조사에 따르면 가장 큰 단일 종교 교파는 로마 가톨릭 교회로, 주 인구의 36.9% (187,405명)를 차지했다. 주요 개신교 교파는 인구의 59.7%를 차지했으며, 가장 큰 집단은 캐나다 성공회로 총 인구의 26.1% (132,680명), 캐나다 연합교회가 17.0% (86,420명), 구세군이 7.9% (39,955명)였으며, 다른 개신교 교파는 훨씬 적은 수였다. 오순절 교회는 33,840명의 교인으로 인구의 6.7%를 차지했다. 비기독교인은 전체 인구의 2.7%에 불과했으며, 이들 응답자의 대다수는 "무종교" (전체 인구의 2.5%)라고 답했다.
캐나다 통계청 2006년 인구조사에 따르면, 뉴펀들랜드 주민의 21.5%가 아일랜드 혈통을 주장한다 (이 주의 다른 주요 집단으로는 잉글랜드인 43.2%, 스코틀랜드인 7%, 프랑스인 6.1%가 있다). 2006년 캐나다 통계청은 뉴펀들랜드의 다음 민족 기원을 목록화했다: 잉글랜드인 216,340명, 아일랜드인 107,390명, 스코틀랜드인 34,920명, 프랑스인 30,545명, 북미 원주민 등 23,940명.
뉴펀들랜드로의 아일랜드 이주는 대부분 기근 이전 (18세기 후반 및 19세기 초반)에 이루어졌으며, 두 세기 동안의 고립은 뉴펀들랜드의 아일랜드계 후손들이 자신들의 민족 정체성을 "아일랜드인"이 아닌 "뉴펀들랜드인"으로 여기게 했지만, 두 문화 간의 연관성은 인식하고 있다.

### 노바스코샤주
노바스코샤 주민 넷 중 한 명 정도는 아일랜드 혈통이며, 계보학자 및 가족 역사학자들을 위한 좋은 추적 시설이 있다.
아일랜드 혈통을 주장하는 많은 노바스코샤 주민들은 장로교 얼스터스코트인 후손이다. 윌리엄 소머빌(1800–1878)은 아일랜드 개혁 장로교회에서 서품을 받았고 1831년에 뉴브런즈윅으로 선교사로 파견되었다. 그곳에서 그는 선교사 알렉산더 클라크와 함께 1832년에 뉴브런즈윅 및 노바스코샤 개혁 장로회를 설립했고, 1833년에는 노바스코샤 그래프턴의 웨스트 콘월리스 회중의 목사가 되었다. 엄격한 코버넌터였지만, 소머빌은 처음에는 매우 넓은 지역에 걸쳐 일반 장로교도들을 섬겼다. 장로교 중심지에는 콜체스터 카운티, 노바스코샤가 포함되었다.
노바스코샤의 가톨릭 아일랜드인 정착은 전통적으로 도시의 핼리팩스 지역으로 제한되었다. 1749년에 설립된 핼리팩스는 1767년에 약 16%가 아일랜드계 가톨릭 신자였으며, 18세기 말에는 약 9%로 추정되었다. 비록 그들에게 가해진 가혹한 법률이 일반적으로 집행되지는 않았지만, 아일랜드계 가톨릭 신자들은 도시의 초기 역사에서 법적 권리가 없었다. 의회에 가톨릭 신자의 의원 수는 세기 말까지 존재하지 않았다. 1829년 아일랜드계 부모를 둔 로렌스 오코너 도일은 그의 신앙을 가진 첫 번째 변호사가 되었고 아일랜드인에 대한 반대를 극복하는 데 도움을 주었다.
또한 가이스버러 카운티 대부분 지역에는 에린빌(아일랜드 마을이라는 의미)/새먼 리버 레이크/오그든/밴트리 지역과 같은 시골 아일랜드인 마을 정착지가 있었다. (밴트리는 아일랜드 코크주의 밴트리 만에서 이름을 따왔지만, 19세기 이후 에린빌/새먼 리버 레이크와 같은 더 나은 농경지로 인해 버려졌다.) 이 지역에는 아일랜드계 성씨가 흔하고, 억양, 이 지역의 전통 음악, 음식, 종교(로마 가톨릭교회) 및 아일랜드어의 희미한 흔적에서 아일랜드의 영향이 분명하게 나타난다. 안티고니시 카운티에는 아일랜드 출신의 다른 마을들이 있으며, 케이프브레턴섬의 뉴 워터포드, 로키 베이, 글래스 베이 등에서도 찾아볼 수 있다.
머독(1998)은 케이프브레턴 섬의 대중적인 이미지가 스코틀랜드 하이랜드, 특히 게일 문화의 마지막 보루로 비춰지는 것이 16세기 이후 섬의 복잡한 역사를 왜곡한다고 지적한다. 원래의 미크맥족 주민들, 아카디아 프랑스인, 로우랜드 스코틀랜드인, 아일랜드인, 뉴잉글랜드의 충성파, 그리고 잉글랜드인들이 모두 문화적, 종교적, 정치적 갈등뿐만 아니라 협력과 융합을 포함한 역사에 기여했다. 하이랜드 스코틀랜드인들은 19세기 초에 가장 큰 공동체가 되었고, 그들의 유산은 축소된 형태로 살아남았다.

### 대초원
일부 영향력 있는 캐나다인 정치인들은 아일랜드 정착민들의 지원 이주가 캐나다 대초원에 '새 아일랜드'의 설립으로 이어지거나, 최소한 이민자들에게 적합한 목적지로서 캐나다의 잠재력을 높일 것이라고 예상했지만, 어느 것도 실현되지 않았다. 셰퍼드(1990)는 1880년대 퀘이커 자선가 제임스 핵 툭과 캐나다 정부의 아일랜드 이민 담당관 토마스 코놀리의 노력을 살펴본다. 아일랜드 언론은 잠재적인 이민자들에게 캐나다 생활의 위험과 어려움을 계속 경고했으며, 이민 희망자들에게 대신 미국에 정착하도록 장려했다.
프레리 주로의 아일랜드 이주는 두 가지 뚜렷한 구성 요소를 가졌다: 동부 캐나다나 미국을 통해 온 사람들, 그리고 아일랜드에서 직접 온 사람들. 서부로 온 아일랜드계 캐나다인들 중 다수는 영어와 영국 관습 및 법을 이해했기 때문에 비교적 잘 동화되었고, 영어권 캐나다의 일부로 간주되는 경향이 있었다. 그러나 이 그림은 종교적 분열로 인해 복잡해졌다. 레드 리버 식민지의 원래 "영국" 캐나다 정착민들 중 다수는 열렬한 아일랜드 왕당파 개신교도였으며, 오렌지단의 일원이었다. 그들은 레드 리버 반란 동안 가톨릭 메티스 지도자 루이 리엘의 임시 정부와 충돌했고, 그 결과 토마스 스콧이 처형되어 동부에서 종파적 긴장이 격화되었다. 이때와 다음 수십 년 동안, 많은 가톨릭 아일랜드인들은 서부에서 별도의 가톨릭 학교를 위해 싸웠지만, 때때로 매니토바 학교 문제 동안 가톨릭 공동체의 프랑스어권 요소와 충돌했다. 제1차 세계 대전 이후 종교 학교 문제가 데 팍토 해결되면서, 서부로 이주하는 모든 동부 아일랜드계 캐나다인들은 주류 사회와 완전히 섞여들었다. 20세기 후반에 도착한 소수의 아일랜드 태생 이민자들은 주로 도시 전문가였는데, 이는 이전의 농업 개척자들과는 극명한 대조를 이루었다.
1850년에서 1930년 사이 서스캐처원주 인구의 약 10%는 아일랜드 태생이거나 아일랜드계였다. 코트렐(1999)은 아일랜드 디아스포라가 개척 사회에 미친 사회적, 경제적, 정치적, 종교적, 이념적 영향을 고찰하고, 아일랜드인들이 개인적으로나 집단적으로 비교적 특권층에 속했다고 시사한다. 세대 간 아일랜드 민족성의 가장 가시적인 표현인 가톨릭 교회와 오렌지단은 대초원에서 아일랜드 문화를 재창조하고 민족 융합을 위한 장으로 기능하여 아일랜드 출신 사람들을 다른 국적의 정착민들과 통합시켰다. 따라서 아일랜드인들은 민족적으로 다양한 개척 사회에서 결속을 위한 중요한 힘이었지만, 서스캐처원주가 어떻게 발전해야 하는지에 대한 비전을 공유하지 않는 요소들과의 주요 긴장 원인이기도 했다.

## 같이 보기
- 영국계 캐나다인
- 캐나다-아일랜드 관계
- 아일랜드 대기근 이전 몬트리올의 아일랜드인
- 아일랜드 관련 주제 목록

- 아일랜드 디아스포라
- 아일랜드계 미국인
- 아일랜드계 호주인
- 아일랜드인 (민족)

- 캐나다의 문장

## 더 읽어보기
- Akenson, Donald H.  온타리오주의 아일랜드인: 농촌 역사 연구 (맥길-퀸즈 대학교 출판부, 1984)
- Akenson, Donald H.  Small Differences: Irish Catholics and Irish Protestants, 1815–1922: An International Perspective (Mcgill-Queen's Studies in the History of Religion) (1991) 발췌 및 텍스트 검색
- Cadigan, Sean T. (1991). 《Paternalism and Politics: Sir Francis Bond Head, the Orange Order, and the Election of 1836》. 《Canadian Historical Review》 72. 319–347쪽. doi:10.3138/CHR-072-03-02. S2CID 154595085.
- Clarke, B. P. Piety and Nationalism: Lay Voluntary Associations and the Creation of an Irish-Catholic Community in Toronto 1850–1895 (1993).
- Cottrell, Michael. "St. Patrick's Day parades in nineteenth-century Toronto: Study of immigrant adjustment and elite control." In Franca Iacovetta, Paula Draper and Robert Ventresca eds., A nation of immigrants: women, workers, and communities in Canadian history, 1840s–1960s (University of Toronto Press. 1998) pp: 35–54.
- Currie, Philip (1995). 《Toronto Orangeism and the Irish Question, 1911–1916》. 《Ontario History》 87. 397–409쪽.
- Duncan, Kenneth.  "아일랜드 기근 이민과 캐나다 서부의 사회 구조," Canadian Review of Sociology and Anthropology 12 (1965): 19–40
- Elliott,  Bruce S. 캐나다의 아일랜드 이민자들: 새로운 접근 (맥길-퀸즈 대학교 출판부, 1988)
- Elliott, Bruce C. "아일랜드 개신교도," Paul Robert Magocsi, ed. Encyclopedia of Canada's Peoples (1999), 763–83
- Hedican,  Edward J. "가족 규모를 결정하는 요인은 무엇인가? 19세기 온타리오의 아일랜드 농업 가족," Journal of Family History 2006 31(4): 315–334
- Houston, Cecil J., and William J. Smyth. Irish Emigration and Canadian Settlement. Patterns, Links and Letters (University of Toronto Press, 1990), 지리학 연구
- Houston, Cecil J.; Smyth, William J. (1980). 《The sash Canada wore: A historical geography of the Orange Order in Canada》. University of Toronto Press. ISBN 978-0-8020-5493-7.
- Jenkins, W. "Between the Lodge and the Meeting-House: Mapping Irish Protestant Identities and Social Worlds in late Victorian Toronto," Social and Cultural Geography (2003) 4:75–98.
- Jenkins, William (2013). Between Raid and Rebellion: The Irish in Buffalo and Toronto, 1867–1916. Montreal: McGill-Queen's University.
- Jenkins, W. "Patrolmen and Peelers: Immigration, Urban Culture, and the 'Irish Police' in Canada and the United States," Canadian Journal of Irish Studies 28, no, 2 and 29, no, 1 (2002/03): 10–29.
- McGowan, M, G. The Waning of the Green: Catholics, the Irish, and Identity in Toronto 1887–1922 (1999)
- Magocsi, Paul R. Encyclopedia of Canada's peoples (1999) 1334pp covering all major groups; Irish on pp 734–83; 발췌 및 텍스트 검색
- Mannion, John J. Irish Settlements in Eastern Canada: A Study of Cultural Transfer and Adaptation (University of Toronto Press, 1974)
- Murphy, Terrence, and Gerald Stortz, eds. 신앙과 문화. 1750-1930년 캐나다 사회에서 영어권 가톨릭 신자들의 위치, (맥길-퀸즈 대학교 출판부, 1993)
- O’Driscoll, Robert & Reynolds, Lorna (eds.) (1988). The Untold story: The Irish in Canada, Volume II. Celtic Arts of Canada. ISBN 978-0-9217-4500-6
- Punch, Terence M. Irish Halifax: The Immigrant Generation, 1815–1859 (Halifax: International Education Centre, Saint Mary's University, 1981);
- See, Scott W. (1983). 《The Orange Order and Social Violence in Mid-nineteenth Century Saint John》. 《Acadiensis》 13. 68–92쪽.
- See, Scott W. (1993). 《Riots in New Brunswick: Orange Nativism and Social Violence in the 1840s》. Toronto: University of Toronto Press. ISBN 978-0-8020-7770-7.
- Senior, Hereward (1972). 《Orangeism: The Canadian Phase》. Toronto, New York, McGraw-Hill Ryerson. ISBN 978-0-07-092998-2.
- Toner, Peter M. "The Origins of the New Brunswick Irish, 1851," Journal of Canadian Studies 23 #1-2 (1988): 104–119
- Wilson, David A., 편집. (2007). 《The Orange Order in Canada》. Four Courts Press. ISBN 978-1-84682-077-9. 2009년 2월 25일에 원본 문서에서 보존된 문서.
- Wilson, David A. The Irish in Canada (Ottawa: Canadian Historical Association, 1989), 짧은 개요
- Wilson, David A., ed. Irish Nationalism in Canada (2009) 발췌 및 텍스트 검색

- Leitch, Gillian Irene. "Community and Identity in Nineteenth Century Montreal: The Founding of Saint Patrick's Church." University of Ottawa Canada, 2009.
- Horner, Dan. "‘If the Evil Now Growing around Us Be Not Staid’: Montreal and Liverpool Confront the Irish Famine Migration as a Transnational Crisis in Urban Governance." Histoire Sociale/Social History 46, no. 92 (2013): 349–366.